# Staz Nair
Staz Nair (Londres, Inglaterra, 17 de junio de 1991) es un actor y cantante británico. Es conocido por sus papeles en las series de televisión Juego de Tronos y Supergirl.

## Vida y carrera
Nair es de ascendencia india malayali y rusa. Formó parte de la banda Times Red. La banda fue concursante en la novena temporada de la serie de televisión británica de concursos musicales The X Factor en 2012, pasando a la ronda de las casas de los jueces, en la que no llegaron a ser finalistas. El grupo lanzó su single de debut, titulado "Just No Good for Me", en marzo de 2013.
Nair se incorporó a la serie de televisión de fantasía Juego de Tronos a partir de su sexta temporada como Qhono, un jefe del ejército Dothraki. Interpretó al Rocky titular en la película para televisión The Rocky Horror Picture Show: Let's Do the Time Warp Again, que se estrenó en Fox en octubre de 2016. En 2019, Nair retrató a Dax-Baron, el hombre que se convertiría en el supervillano Doomsday, en la serie Krypton. Se convirtió en miembro del reparto principal de la serie de televisión de superhéroes Supergirl durante su quinta temporada en 2019, interpretando a un personaje creado para la serie: "reportero empedernido" William Dey. Nair aparecerá en la película de fantasía Rebel Moon, dirigida por Zack Snyder.

## Filmografía

### Cine
| Año  | Título                               | Papel        | Ref.  |
| ---- | ------------------------------------ | ------------ | ----- |
| 2015 | Bazodee                              | Bharat Kumar | [ 3 ] |
| 2020 | Star (Cortometraje)                  | Clint Orris  | [ 4 ] |
| 2023 | Rebel Moon - Part 1: A Child of Fire | Tarak        | [ 5 ] |

### Televisión
| Año       | Título                                                      | Papel                | Notas                        | Ref.  |
| --------- | ----------------------------------------------------------- | -------------------- | ---------------------------- | ----- |
| 2012      | The X Factor                                                | Contestant           |                              |       |
| 2016–19   | Game of Thrones                                             | Qhono                | Recurring role (seasons 6–8) |       |
| 2016      | The Rocky Horror Picture Show: Let's Do the Time Warp Again | Rocky                | Television film              |       |
| 2018      | Humans                                                      | Gordon               | 5 episodes                   | [ 6 ] |
| 2018      | Lady Parts                                                  | Ahsan Alkaaf         | Episode: "Lady Parts"        |       |
| 2019      | Krypton                                                     | Dax-Baron / Doomsday | Episode: "Zods and Monsters" |       |
| 2019–2021 | Supergirl                                                   | William Dey          | 26 episodes                  |       |